# Basketball-Asienmeisterschaft der Damen 1965
Die erste Basketball-Asienmeisterschaft der Frauen 1965 fand vom 20. bis 29. April 1965 in der südkoreanischen Hauptstadt Seoul statt. Am 30. November 1963 wurde während der Asienmeisterschaft der Männer der Austragungsort der ersten Asienmeisterschaft der Frauen bekanntgegeben. Insgesamt fünf Mannschaften nahmen an der als Doppelrundenturnier ausgetragenen Erstauflage teil, der Gewinner Südkorea und der Zweitplatzierte Japan qualifizierten sich für die Weltmeisterschaft 1967.

## Teilnehmer
- Japan
- Malaysia
- Philippinen
- Südkorea
- Taiwan

## Turnierverlauf
| Datum     | Mannschaft 1 | Resultat | Mannschaft 2 |
| --------- | ------------ | -------- | ------------ |
| 20. April | Japan        | 79:51    | Taiwan       |
| 20. April | Südkorea     | 98:28    | Philippinen  |
| 21. April | Südkorea     | 101:38   | Malaysia     |
| 21. April | Taiwan       | 64:41    | Philippinen  |
| 22. April | Japan        | 83:30    | Philippinen  |
| 22. April | Taiwan       | 89:46    | Malaysia     |
| 23. April | Südkorea     | 86:50    | Taiwan       |
| 23. April | Japan        | 129:29   | Malaysia     |
| 24. April | Philippinen  | 54:50    | Malaysia     |
| 24. April | Südkorea     | 87:85    | Japan        |
|           |              |          |              |
| 25. April | Südkorea     | 105:22   | Philippinen  |
| 25. April | Japan        | 79:49    | Taiwan       |
| 26. April | Taiwan       | 78:40    | Philippinen  |
| 26. April | Südkorea     | 102:46   | Malaysia     |
| 27. April | Taiwan       | 93:71    | Malaysia     |
| 27. April | Japan        | 93:24    | Philippinen  |
| 28. April | Japan        | 87:24    | Malaysia     |
| 28. April | Südkorea     | 90:57    | Malaysia     |
| 29. April | Philippinen  | 64:60    | Taiwan       |
| 29. April | Südkorea     | 85:75    | Japan        |

## Abschlusstabelle
| Pl. | Mannschaft  | Sp. | S | N | Körbe   | Punkte |
| --- | ----------- | --- | - | - | ------- | ------ |
| 1.  | Südkorea    | 8   | 8 | 0 | 754:401 | 16     |
| 2.  | Japan       | 8   | 6 | 2 | 710:379 | 12     |
| 3.  | Taiwan      | 8   | 4 | 4 | 531:532 | 8      |
| 4.  | Philippinen | 8   | 2 | 6 | 303:631 | 4      |
| 5.  | Malaysia    | 8   | 0 | 8 | 364:719 | 0      |